# 트셰브니차

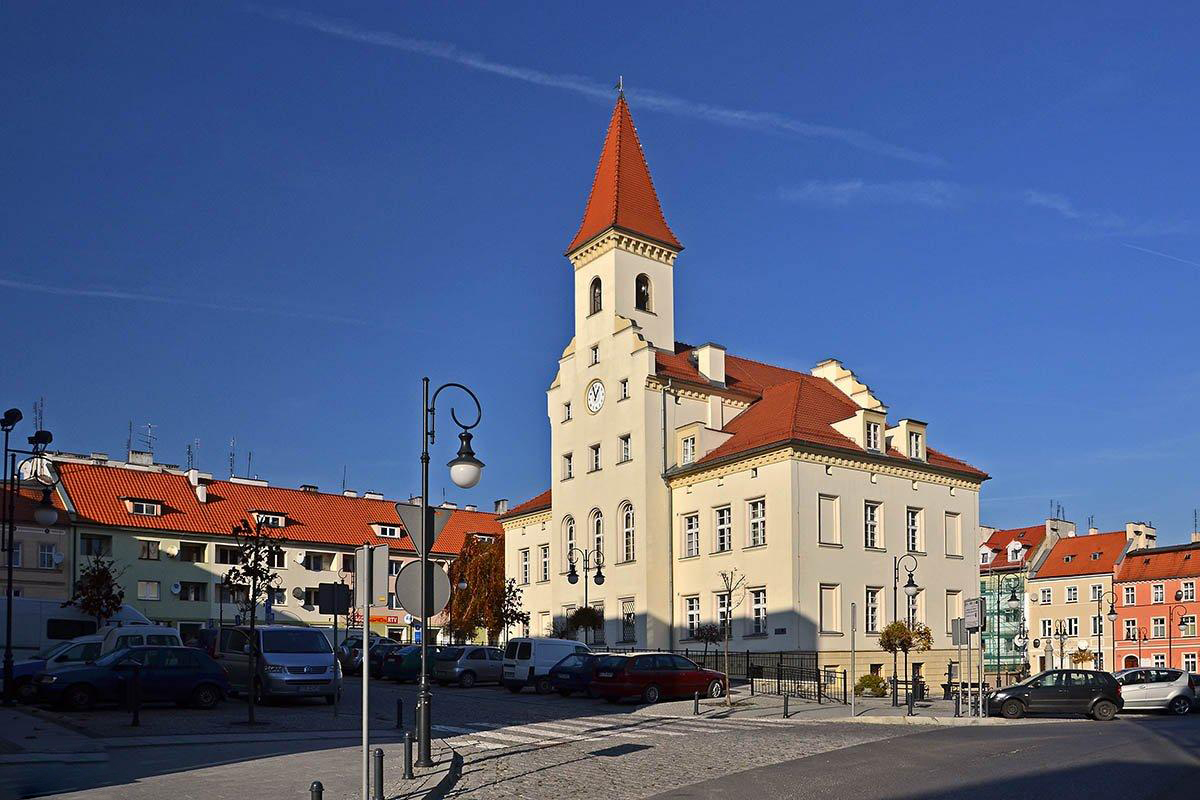
트셰브니차 시청과 시장 광장

트셰브니차(폴란드어: Trzebnica, 독일어: Trebnitz 트레브니츠[*], 체코어: Třebnice 트르제브니체[*])는 폴란드 남서부 돌니실롱스크주에 위치한 도시로 면적은 8.36km2, 인구는 12,180명(2006년 기준), 인구 밀도는 1,200명/km2이다. 돌니실롱스크주의 주도인 브로츠와프에서 북쪽으로 20km 정도 떨어진 곳에 위치한다.

시기
시 문장

## 역사
1138년 문헌에 처음 등장했으며 1250년에는 독일의 도시법에 따른 도시 지위를 부여받았다. 1328년에는 보헤미아 왕국의 영지가 되었지만 페스트의 확산으로 폐허가 되었고 1430년에는 후스파 군대의 공격을 받으면서 파괴되었다. 30년 전쟁 시대에는 스웨덴 군대에 약탈되었다가 나중에 바로크 양식의 건축물이 입주하면서 점차 재건되었다.
1742년에 실레시아의 대부분 지역과 함께 프로이센 왕국에 편입되었고 1810년에는 수도원이 세속화되었다. 프로이센 시대에는 의류 산업의 중심지였고 1870년에는 성 요한 기사단에 의해 병원이 설립되었다. 1945년 제2차 세계 대전의 종전과 함께 폴란드에 편입되었다.